# Прайдлер, Георг
Георг Прайдлер (нем. Georg Preidler, род. 17 июня 1990 года в Граце, Австрия — австрийский профессиональный шоссейный велогонщик, выступающий за команду Team Sunweb.

### Достижения
- 2011
  - Победитель Gran Premio Palio del Recioto
  - Победитель Toscana-Terra di ciclismo
- 2012
  - Победитель горной классификации на Tour du Haut Var
  - Победитель горной классификации на Tour of Austria
  - 3 место на Grand Prix of Aargau Canton
- 2013
  - Победитель горной классификации на Étoile de Bessèges
  - 3 место на Туре Кёльна
  - Чемпион Австрии в индивидуальной гонке
- 2017
  -  1-й в горной классификации на Вуэльта Андалусии
  - Чемпион Австрии в индивидуальной гонке

### Результаты на Гранд-турах
| Гранд Тур      | 2013 | 2014 | 2015 | 2016 | 2017 |
| -------------- | ---- | ---- | ---- | ---- | ---- |
| Джиро д’Италия | -    | 27   | -    | 26   | 71   |
| Тур де Франс   | -    | -    | 87   | 56   | -    |
| Вуэльта        | -    | -    | -    | -    |      |